# Esporte Clube Próspera
El Esporte Clube Próspera es un equipo de fútbol de Brasil que desde 2023 jugará en el Campeonato Catarinense Serie B, la segunda división del estado de Santa Catarina.

## Historia
Fue fundado el 29 de mayo de 1946 en el municipio de Criciúma por un grupo de trabajadores de la Mina Carbonífera Próspera con la idea de participar en los campeonatos de la región carbonífera organizados por la Liga Atlética da Região Mineira, que llegó a ganar en dos ocasiones en la década de los años 1960. Con el paso del tiempo estuvo tanto inactivo como participando en competiciones regionales a nivel aficionado o profesional destacando un subcampeonato estatal en los años 1970.
Tras pasar en la segunda división estatal por varios años logra ganar el título de segunda división en 2020 y ascender nuevamente al Campeonato Catarinense tras más de 40 años de ausencia. En 2021, tras una buena temporada, logra la clasificación al Campeonato Brasileño de Serie D para la temporada 2022, la que sería su primera participación en un torneo nacional.
En el comienzo de la temporada 2022, descendería del Campeonato Catarinense, tras ubicarse en la penúltima posición en la primera fase, igualando en puntaje con Barra FC, pero teniendo peor diferencia de goles. En su debut en la Serie D integró el grupo 8, donde logró 6 puntos en 14 partidos, terminando así último de su grupo, logrando su única victoria ante Juventus de Jaraguá como visitante 1-0.

## Rivalidades
Su principal rival es el Criciúma Esporte Clube, el equipo más importante de la ciudad y uno de los mejores del estado de Santa Catarina.

## Palmarés
- Catarinense Série B (1): 2020
- Catarinense Série C (2): 2005, 2018
- Campeonato Regional LARM (2): 1962, 1964